# Petra Eggenschwiler
Petra Eggenschwiler née le 4 janvier 1988 à Laupersdorf  en Suisse est une triathlète, duathlète et traileuse. Elle est sacrée championne du monde de duathlon longue distance en 2018.

## Palmarès
Le tableau présente les résultats les plus significatifs (podium) obtenus sur le circuit international triathlon et de duathlon depuis 2015,.
| Année | Compétition                                                         | Pays     | Position           | Temps           |
| ----- | ------------------------------------------------------------------- | -------- | ------------------ | --------------- |
| 2024  | Triathlon Alpe d'Huez XL                                            | France   | Médaille de bronze | 6 h 47 min 19 s |
| 2024  | Inferno Triathlon                                                   | Suisse   | Médaille d'or      | Timing          |
| 2023  | Triathlon Alpe d'Huez XL                                            | France   | Médaille d'argent  | 6 h 51 min 55 s |
| 2023  | Inferno Triathlon                                                   | Suisse   | Médaille d'or      | Timing          |
| 2022  | Inferno Triathlon                                                   | Suisse   | Médaille d'or      | 10 h 23 min 8 s |
| 2021  | Ironman Suisse                                                      | Suisse   | Médaille d'argent  | 9 h 8 min 43 s  |
| 2021  | Inferno Triathlon                                                   | Suisse   | Médaille d'or      | 9 h 56 min 37 s |
| 2019  | Championnats d'Europe de duathlon moyenne distance                  | Danemark | Médaille d'or      | 2 h 54 min 39 s |
| 2019  | Inferno Triathlon                                                   | Suisse   | Médaille d'or      | Timing          |
| 2018  | Championnats du monde de duathlon longue distance Powerman Duathlon | Suisse   | Médaille d'or      | 7 h 0 min 39 s  |
| 2018  | Inferno Triathlon                                                   | Suisse   | Médaille d'argent  | Timing          |
| 2017  | Inferno Triathlon                                                   | Suisse   | Médaille d'argent  | Timing          |
| 2015  | Championnats de Suisse de duathlon                                  | Suisse   | Médaille d'or      | 1 h 44 min 57 s |